# کوهی موریتا
کوهی موریتا (انگلیسی: Kohei Morita؛ زادهٔ ۱۳ ژوئیهٔ ۱۹۷۶) بازیکن فوتبال اهل ژاپن است.
از باشگاه‌هایی که در آن بازی کرده‌است می‌توان به باشگاه فوتبال اوراوا رد دیاموندز، باشگاه فوتبال سرزو اوساکا، باشگاه فوتبال کاوازاکی فرونتال، و باشگاه فوتبال سانفریس هیروشیما اشاره کرد.